# Bandao Hu
Bandao Hu (kinesiska: 半岛湖) är en sjö i Kina. Den ligger i den autonoma regionen Tibet, i den sydvästra delen av landet, omkring 560 kilometer nordväst om regionhuvudstaden Lhasa. Bandao Hu ligger 4 913 meter över havet. Arean är 37 kvadratkilometer. Den sträcker sig 7,5 kilometer i nord-sydlig riktning, och 8,5 kilometer i öst-västlig riktning.
Genomsnittlig årsnederbörd är 210 millimeter. Den regnigaste månaden är juli, med i genomsnitt 63 mm nederbörd, och den torraste är december, med 1 mm nederbörd.